# Юргинский район (Кемеровская область)
Юрги́нский райо́н — административно-территориальная единица (район) в Кемеровской области России. В рамках организации местного самоуправления в границах района существует муниципальное образование Юргинский муниципальный округ (с 2004 до 2019 гг. — муниципальный район).
Административный центр — город Юрга (в состав района и округа не входит).

## География
Район расположен на северо-западе Кемеровской области, на левом берегу реки Томь. Самый западный район Кузбасса.

## История
Исторически первым русским поселением на территории современного Юргинского района считается село Зеледеево, основанная в 1659 году служилыми казаками Томского острога как передовой оборонный дозор к югу от крепости.
Основные сёла — Томилово, Безменово, Филоново, Чахлово, Елгино были также основаны казаками в XVII веке, как поселения Томского уезда.
С 1804 года уезд и его селения стали относиться к Томской губернии (до 1925).
В XIX веке и до 1923 года, территория относилась к Помолошенской волости Томского уезда.
Нынешний районный центр — населённый пункт Юрга возник в 1886 году. Развитию поселения способствовала с 1906 года Столыпинская реформа переселения безземельных крестьян Центральной России на плодородные земли Южной Сибири, а также купеческая привлекательность: расположенность на Барнаульском тракте и близость к гужевому Кузнецкому тракту, связывающему губернский Томск и уездный город Кузнецк.
Историческим для Юрги стало решение инженера Гарина-Михайловского о строительстве железнодорожного мостового перехода через Томь создаваемой Сибирской железной дороги не в Томске (а ранее — о переносе моста через Обь из планируемой Богородской волости к селу Кривощёково, ныне поглощённом городом Новосибирском), а именно — в районе посёлка Юрга. В дальнейшем это привело к социально-экономическому развитию.
В 1913 году началась стройка 186-вёрстной внутригубернской железной дороги от Юрги до Кольчугинских угольных копий (ныне город Кемерово). Посёлок получает импульс нового динамичного развития.
Сразу после Гражданской войны (советская власть установилась с конца декабря 1919) Сибревком предпринял ряд административно-территориальных реформ. Одновременно на территории действовали райкомы РКП(б) — межволостные центры идеологии и организации местной власти. Юрисдикция райкомов стала рассматриваться как более оптимальная структура управления на волостном уровне.
В 1923 году на базе местных волостей создаётся единая укрупнённая Юргинская волость, волостным центром становится станция Юрга. Здесь действует Юргинский райком РКП(б), формируются волостной Совет солдатских, рабочих и крестьянских депутатов, волисполком, волостной военкомат, волостной суд, прокуратура, отдел ВЧК/ОГПУ и милиции. Издаётся газета райкома РКП(б) («районка»). Все сёла и деревни территории распределяются по юрисдикции местных советов — в начале 1920 года создаются сельсоветы, подчиняющиеся Волостному Совету.
На следующем этапе административно-территориальной реформы, реформы районирования, Сибревком окончательно упраздняет с мая 1925 года прежние волости, уезды и губернии. Юргинская волость преобразована в Юргинский район Томского округа Сибирского края. В посёлке Юрга действуют орган местного самоуправления — поссовет, а также орган районного управления — районный Совет депутатов трудящихся (исполнительную власть осуществляет Юргинский райисполком Совета депутатов). Постановлением ВЦИК от 20 июня 1930 года Юргинский район был ликвидирован, а входившие в него сельсоветы были переданы в состав Болотнинского и Яшкинского районов. Месяц спустя был расформирован и Сибирский край, и эти земли оказались в составе Западно-Сибирского края.
Особой страницей в истории района стали 1930-е. На территории формируются многочисленные объекты Сиблага, становящегося частью системы ГУЛАГа СССР. Кроме них разворачиваются военные предприятия и склады (Юрга). Здесь же определена база для сибирской дивизии быстрого военного развёртывания, которая станет основой создания легендарной 166-й Томской стрелковой дивизии РККА Сибирского военного округа.
Постановлением ВЦИК от 18 января 1935 года был вновь создан Юргинский район, в состав которого было передано 15 сельсоветов из Болотнинского района, а также Варюхинский сельсовет из состава присоединённой к Томскому горсовету сельской местности.
В 1937 году упраздняется Западно-Сибирский край и создаётся Новосибирская область, в составе которой Юргинский район будет состоять до создания в 1943 году новой Кемеровской области РСФСР. Указом Президиума Верховного Совета РСФСР от 7 февраля 1939 года в состав района были переданы Ново-Романовский и Больше-Ямский сельсоветы, до этого входившие в состав Тайгинского района.
В условиях Великой Отечественной войны в Юргу были эвакуированы некоторые оборонные предприятия из уходящих под оккупацию врагом западных районов СССР. С 1943 года основным градообразующим промышленным предприятием города и района становится Юргинский машиностроительный завод (ЮМЗ). Чуть ранее, в сентябре 1942 года из Сталинграда был перебазирован строительный трест № 25, ставший основой для местных предприятий стройиндустрии.
Учитывая уровень промышленного развития, численность населения и значение которое приобрела Юрга в инфраструктуре региона, Указом Президиума Верховного Совета РСФСР от 18 января 1949 года рабочий посёлок Юрга был отнесён к городам районного подчинения, оставаясь при этом центром Юргинского района. В июле 1953 года статус Юрги был изменён. Указом Президиума Верховного Совета РСФСР город Юрга был отнесён к городам областного подчинения.
В соответствии с указом Президиума Верховного Совета РСФСР от 1 февраля 1963 года «Об укрупнении районов, образовании промышленных районов и изменении подчинённости районов и городов Кемеровской области» в состав Юргинского сельского района были включены сельсоветы расформированного Яшкинского района, и Хорошеборский сельсовет расформированного Топкинского района.
Указом Президиума Верховного Совета РСФСР от 11 января 1965 года было отменено разделение районов на промышленные и сельские, и были вновь созданы Яшкинский и Топкинский районы, в которые были возвращены соответствующие сельсоветы.
Законом Кемеровской области от 17 декабря 2004 года Юргинский район также был наделён статусом муниципального района, в котором были образованы 9 муниципальных образований.
В августе-сентябре 2019 года Юргинский муниципальный район был упразднён, а все входившие в его состав поселения были преобразованы путём объединения в Юргинский муниципальный округ.
Юргинский административный район как административно-территориальная единица области сохраняет свой статус.

## Население
| \| 2002[13] \| 2009[14] \| 2010[15] \| 2011[16] \| 2012[17] \| 2013[18] \| 2014[19] \| 2015[20] \| 2016[21] \| \| -------- \| -------- \| -------- \| -------- \| -------- \| -------- \| -------- \| -------- \| -------- \| \| 22 779 \| ↘22 572 \| ↘22 448 \| ↘22 438 \| ↗22 544 \| ↘22 537 \| ↗22 566 \| ↘22 247 \| ↘22 035 \| \| 2017[22] \| 2018[23] \| 2019[24] \| 2020[25] \| 2021[26] \| 2025[4] \| \| \| \| \| ↘21 674 \| ↘21 273 \| ↘20 753 \| ↘20 468 \| ↘19 867 \| ↘19 250 \| \| \| \| 5000 10 000 15 000 20 000 25 000 30 000 2012 2017 2025 |         |         |         |         |         |         |         |         |
| 2002 | 2009    | 2010    | 2011    | 2012    | 2013    | 2014    | 2015    | 2016    |
| 22 779 | ↘22 572 | ↘22 448 | ↘22 438 | ↗22 544 | ↘22 537 | ↗22 566 | ↘22 247 | ↘22 035 |
| 2017 | 2018    | 2019    | 2020    | 2021    | 2025    |         |         |         |
| ↘21 674 | ↘21 273 | ↘20 753 | ↘20 468 | ↘19 867 | ↘19 250 |         |         |         |

## Административно-муниципальное устройство
В рамках административно-территориального устройства области Юргинский административный район включает 9 сельских территорий (границы которых совпадают с одноимёнными сельскими поселениями соответствующего муниципального района).
В рамках муниципального устройства Юргинский муниципальный район с 2006 до 2019 гг. включал 9 муниципальных образований со статусом сельских поселений:
| № | Муниципальное образование             | Административный центр   | Количество населённых пунктов | Население (чел.) | Площадь (км²) |
| - | ------------------------------------- | ------------------------ | ----------------------------- | ---------------- | ------------- |
| 1 | Арлюкское сельское поселение          | посёлок станции Арлюк    | 8                             | ↘2262            | 194,00        |
| 2 | Зеледеевское сельское поселение       | деревня Зеледеево        | 4                             | ↘1095            | 289,00        |
| 3 | Лебяжье-Асановское сельское поселение | деревня Лебяжье-Асаново  | 8                             | ↘1814            | 156,00        |
| 4 | Мальцевское сельское поселение        | село Мальцево            | 4                             | ↘1254            | 198,00        |
| 5 | Новоромановское сельское поселение    | деревня Новороманово     | 11                            | ↘3014            | 767,00        |
| 6 | Попереченское сельское поселение      | село Поперечное          | 6                             | ↘1250            | 156,00        |
| 7 | Проскоковское сельское поселение      | село Проскоково          | 11                            | ↘3567            | 471,00        |
| 8 | Тальское сельское поселение           | деревня Талая            | 2                             | ↘1954            | 93,00         |
| 9 | Юргинское сельское поселение          | посёлок станции Юрга 2-я | 9                             | ↘4543            | 186,00        |

## Населённые пункты
В Юргинском районе 63 населённых пункта (все — сельские).
| №  | Населённый пункт | Тип             | Население | Бывшее муниципальное образование      |
| -- | ---------------- | --------------- | --------- | ------------------------------------- |
| 1  | Алабучинка       | деревня         | 94        | Проскоковское сельское поселение      |
| 2  | Алаево           | деревня         | 16        | Зеледеевское сельское поселение       |
| 3  | Арлюк            | посёлок станции | 1760      | Арлюкское сельское поселение          |
| 4  | Безменово        | деревня         | 580       | Проскоковское сельское поселение      |
| 5  | Белянино         | деревня         | 456       | Новоромановское сельское поселение    |
| 6  | Бжицкая          | деревня         | 82        | Лебяжье-Асановское сельское поселение |
| 7  | Блок-Пост 149 км | блок-пост       | 13        | Юргинское сельское поселение          |
| 8  | Большеямное      | село            | 410       | Новоромановское сельское поселение    |
| 9  | Большой Улус     | деревня         | 25        | Попереченское сельское поселение      |
| 10 | Варюхино         | село            | 381       | Зеледеевское сельское поселение       |
| 11 | Васильевка       | посёлок         | 88        | Арлюкское сельское поселение          |
| 12 | Верх-Тайменка    | село            | 626       | Новоромановское сельское поселение    |
| 13 | Глинковка        | деревня         | 7         | Арлюкское сельское поселение          |
| 14 | Елгино           | деревня         | 441       | Мальцевское сельское поселение        |
| 15 | Заозерный        | посёлок         | 532       | Проскоковское сельское поселение      |
| 16 | Зеледеево        | деревня         | 586       | Зеледеевское сельское поселение       |
| 17 | Зелёная Горка    | посёлок         | 159       | Лебяжье-Асановское сельское поселение |
| 18 | Зимник           | деревня         | 852       | Юргинское сельское поселение          |
| 19 | Каип             | деревня         | 75        | Попереченское сельское поселение      |
| 20 | Кирово           | деревня         | 15        | Новоромановское сельское поселение    |
| 21 | Кленовка         | посёлок         | 238       | Лебяжье-Асановское сельское поселение |
| 22 | Кожевниково      | деревня         | 166       | Проскоковское сельское поселение      |
| 23 | Колбиха          | деревня         | 61        | Новоромановское сельское поселение    |
| 24 | Колмаково        | деревня         | 8         | Новоромановское сельское поселение    |
| 25 | Копылово         | деревня         | 177       | Новоромановское сельское поселение    |
| 26 | Лебяжье-Асаново  | деревня         | 477       | Лебяжье-Асановское сельское поселение |
| 27 | Линейный         | посёлок         | 369       | Арлюкское сельское поселение          |
| 28 | Логовой          | посёлок         | 110       | Юргинское сельское поселение          |
| 29 | Любаровка        | деревня         | 156       | Попереченское сельское поселение      |
| 30 | Макурино         | деревня         | 373       | Зеледеевское сельское поселение       |
| 31 | Мальцево         | село            | 513       | Мальцевское сельское поселение        |
| 32 | Мариновка        | деревня         | 3         | Попереченское сельское поселение      |
| 33 | Милютино         | деревня         | 105       | Мальцевское сельское поселение        |
| 34 | Митрофаново      | деревня         | 120       | Новоромановское сельское поселение    |
| 35 | Новороманово     | деревня         | 1037      | Новоромановское сельское поселение    |
| 36 | Новоягодное      | деревня         | 27        | Юргинское сельское поселение          |
| 37 | Поперечное       | село            | 1011      | Попереченское сельское поселение      |
| 38 | Приречье         | посёлок         | 97        | Проскоковское сельское поселение      |
| 39 | Проскоково       | село            | 1749      | Проскоковское сельское поселение      |
| 40 | Пятково          | деревня         | 686       | Тальское сельское поселение           |
| 41 | Речной           | посёлок         | 562       | Новоромановское сельское поселение    |
| 42 | Сарсаз           | деревня         | 476       | Юргинское сельское поселение          |
| 43 | Сокольники       | посёлок         | 316       | Проскоковское сельское поселение      |
| 44 | Старый Шалай     | деревня         | 189       | Юргинское сельское поселение          |
| 45 | Талая            | деревня         | 1396      | Тальское сельское поселение           |
| 46 | Таскаево         | посёлок станции | 143       | Лебяжье-Асановское сельское поселение |
| 47 | Томилово         | деревня         | 347       | Мальцевское сельское поселение        |
| 48 | Филоново         | деревня         | 179       | Проскоковское сельское поселение      |
| 49 | Чахлово          | деревня         | 34        | Проскоковское сельское поселение      |
| 50 | Чёрный Падун     | деревня         | 81        | Арлюкское сельское поселение          |
| 51 | Чутовка          | деревня         | 3         | Проскоковское сельское поселение      |
| 52 | Шитиково         | деревня         | 37        | Лебяжье-Асановское сельское поселение |
| 53 | Юльяновка        | деревня         | 117       | Арлюкское сельское поселение          |
| 54 | Юрга 2-я         | посёлок станции | 2868      | Юргинское сельское поселение          |
| 55 | Юргинский        | посёлок         | 823       | Лебяжье-Асановское сельское поселение |
| 56 | Юрманово         | деревня         | 10        | Новоромановское сельское поселение    |
| 57 | Ясная Поляна     | деревня         | 9         | Проскоковское сельское поселение      |
| 58 | 139 км           | разъезд         | 11        | Лебяжье-Асановское сельское поселение |
| 59 | 14 км            | разъезд         | 35        | Юргинское сельское поселение          |
| 60 | 23 км            | разъезд         | 21        | Юргинское сельское поселение          |
| 61 | 31 км            | разъезд         | 70        | Арлюкское сельское поселение          |
| 62 | 46 км            | разъезд         | 1         | Арлюкское сельское поселение          |
| 63 | 54 км            | разъезд         | 39        | Попереченское сельское поселение      |

## Экономика
Основные отрасли промышленности: инфраструктура железнодорожного Транссиба, машиностроение, предприятия промстройиндустрии.
Другие, местные отрасли производства: мукомольно-крупяная и комбикормовая.
Ведущие отрасли сельского хозяйства: молочно-мясное животноводство ООО «Юргинский», СПК «Лебяжье», ООО «Томь», свиноводство СХП «Новые зори», растениеводство (ООО «Земляне», ООО «Томь», СПК «Лебяжье»).
В сёлах Проскоково, Арлюк расположены санатории.